# WIRmachenDRUCK Arena
WIRmachenDRUCK Arena – stadion piłkarski w Aspach, w Niemczech. Został otwarty 16 sierpnia 2011 roku. Może pomieścić 10 001 widzów. Swoje spotkania rozgrywają na nim piłkarze klubu SG Sonnenhof Großaspach.
Stadion został wybudowany w związku z rozwojem klubu SG Sonnenhof Großaspach. Obiekt powstał w miejscu jednego z dwóch boisk kompleksu Sportpark Fautenhau. 30 września 2010 roku dokonano symbolicznego wbicia łopaty, a otwarcie areny miało miejsce 16 sierpnia 2011 roku. W latach 2014–2020 piłkarze SG Sonnenhof Großaspach występowali w 3. lidze. W 2016 roku stadion był jedną z aren piłkarskich mistrzostw Europy do lat 19. Rozegrano na nim dwa spotkania fazy grupowej tego turnieju.
Do 2014 roku stadion nazywał się „Comtech Arena”. Następnie obowiązywała nazwa „Mechatronik Arena”, a w 2020 roku, po kolejnej zmianie sponsora, obiekt przemianowano na „WIRmachenDRUCK Arena”.
Po stronie wschodniej stadionu znajduje się trybuna główna. Nie zajmuje ona całej długości boiska, w związku z czym przestrzenie obok niej pozostają otwarte. Od strony północnej, zachodniej i południowej znajdują się trzy kolejne trybuny, połączone ze sobą w narożnikach. Pojemność całkowita trybun wynosi 10 001 widzów, z czego 6500 miejsc jest siedzących. Wszystkie miejsca są zadaszone, a dachy trybun pokrywają panele fotowoltaiczne. W przypadku koncertów i innych wydarzeń kulturalnych, na stadion może wejść 15 000 osób. Arena wyposażona jest w sztuczne oświetlenie o maksymalnym natężeniu 800 luksów. Obiekt znajduje się na północ od centrum miasta, w otoczeniu lasu i z daleka od zabudowań.